# روبرت بونير
روبرت بونير هو محامي وسياسي كندي، ولد في 10 سبتمبر 1920 في فانكوفر في كندا، وتوفي بنفس المكان في 12 أغسطس 2005. حزبياً، نشط في British Columbia Social Credit Party ‏.